# Чернигово-Токмачанск
Чернигово-Токмачанск (укр. Чернігово-Токмачанськ) — село,
Черниговский поселковый совет,
Черниговский район,
Запорожская область,
Украина.
Код КОАТУУ — 2325555107. Население по переписи 2001 года составляло 150 человек.

## Географическое положение
Село Чернигово-Токмачанск находится у истоков реки Бегим-Чокрак,
ниже по течению на расстоянии в 9 км расположено село Степовое.
Река в этом месте пересыхает, на ней сделана запруда.

## История
- 1825 год — дата основания.